# South Shore (Kentucky)
South Shore – miasto w Stanach Zjednoczonych, w stanie Kentucky, w hrabstwie Greenup.